# Wilbur Ross
Pour les articles homonymes, voir Ross.
Wilbur Louis Ross, Jr., né le 28 novembre 1937 à Weehawken, est un investisseur, banquier et homme politique américain indépendant. Il est secrétaire au Commerce de 2017 à 2021 sous la présidence de Donald Trump.

## Biographie
Wilbur Ross est diplômé de Yale et de la Harvard Business School.
Surnommé le « roi de la faillite » en raison des nombreux rachats d'entreprises en difficulté, revendues un bon prix après restructurations et licenciements, sa fortune est estimée à 3 milliards de dollars en 2016.
En 2014, il a conduit un groupe d'investisseurs dans une reprise de la Bank of Cyprus, une institution financière en difficulté.

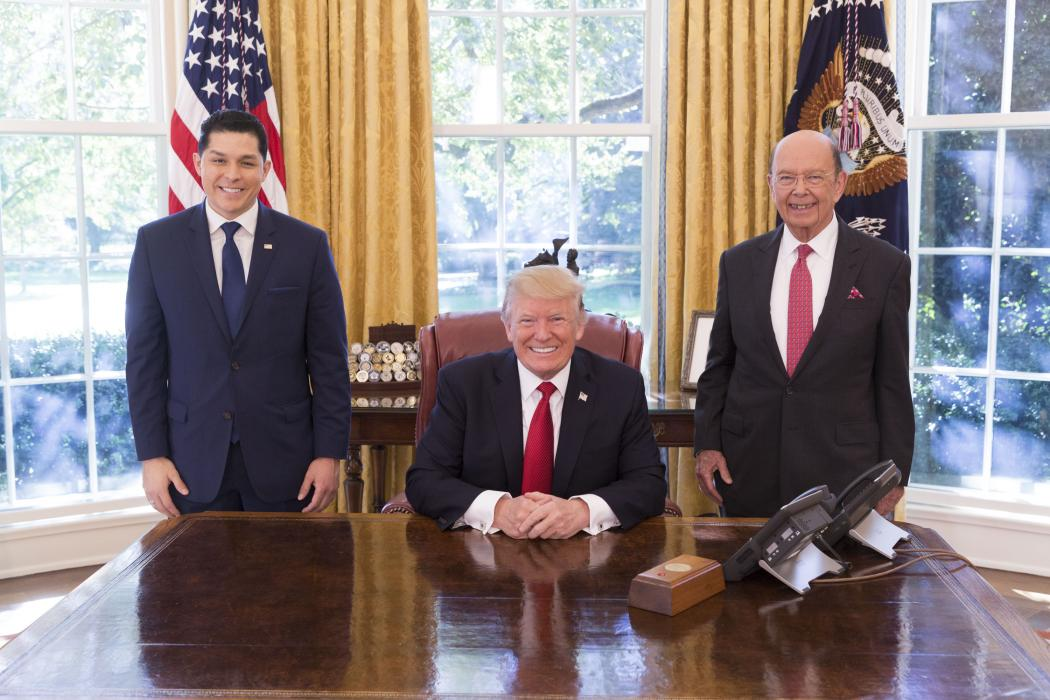
De gauche à droite : le directeur par intérim de la Minority Business Development Agency Chris Garcia, Donald Trump et Wilbur Ross, en novembre 2017.

Il est nommé fin 2016 par Donald Trump pour occuper le poste de secrétaire au Commerce des États-Unis durant sa présidence. Le New York Times indique alors que cette nomination a généré des « inquiétudes », en raison de la proximité supposée entre Wilbur Ross et les services secrets russes. En effet, lors de l'acquisition de parts de la Bank Of Cyprus, Wilbur Ross avait côtoyé plusieurs Russes (dont le vice-président de la banque) qui avaient pour certains travaillé avec Vladimir Poutine au QG du KGB à Leningrad. Malgré ces soupçons, il  est confirmé par le Sénat le 27 février 2017.
En avril 2017, il est chargé par le président de mener une enquête pour savoir si les importations étrangères d'acier plombent ou non l'industrie sidérurgique américaine et détruit des emplois nationaux. Début mars 2018, Donald Trump annonce qu'il va promulguer une taxe douanière de 25 % sur l'acier et de 10 % sur l'aluminium, afin de protéger les emplois américains. Des négociations ont cependant lieu avec certains pays jugés amis afin d'être exemptés.

## Groupe Bilderberg
Il participe à la réunion du Groupe Bilderberg de 2017,.

## Paradis fiscaux et liens offshore
Il est cité en 2017 dans l'affaire des « Paradise Papers » pour avoir « secrètement conservé », après sa nomination comme secrétaire au Commerce des États-Unis malgré sa promesse de tout vendre, neuf sociétés dans des paradis fiscaux (îles Caïmans, îles Marshall, etc.). 
L'une d'entre elles, Navigator Holdings Ltd, qui opère dans le fret maritime, compte parmi ses principaux clients une entreprise russe dont les actionnaires sont réputés proches de Vladimir Poutine (le principal actionnaire est le beau-fils de Poutine ; le second, Guennadi Timtchenko, a été sanctionné par le Trésor américain après la crise de Crimée), ce qui occasionne des soupçons de conflit d'intérêts,.
Wilbur Ross fait partie des conseillers, donateurs et membres du cabinet de Donald Trump, repéré par l'International Consortium of Investigative Journalists (ICIJ) comme hommes d'affaires proches alliés de Trump à Wall Street, et comme bénéficiant des réseaux de paradis fiscaux. Les autres conseillers et/ou donateurs auxquels Donald Trump est également redevable, et qu'il a souvent appelé voire nommé près de lui durant son mandat de président, et étant dans ce cas sont Stephen Schwarzman, Rex Tillerson, les frères Koch, Paul E. Singer, Sheldon G. Adelson, Steve Wynn, Thomas J. Barrack Jr., Gary Cohn, Robert Mercer, Carl Icahn, Geoffrey Harrison Palmer, Randal Quarles. Très opposé à la taxation des riches, Schwarzman a comparé le plan de l’administration Obama visant à augmenter les taxes dues par les dirigeants de Hedge funds à l‘« invasion de la Pologne par Hitler » (s’excusant ensuite de cette analogie qu'il a reconnue inappropriée).